# Анодная батарея

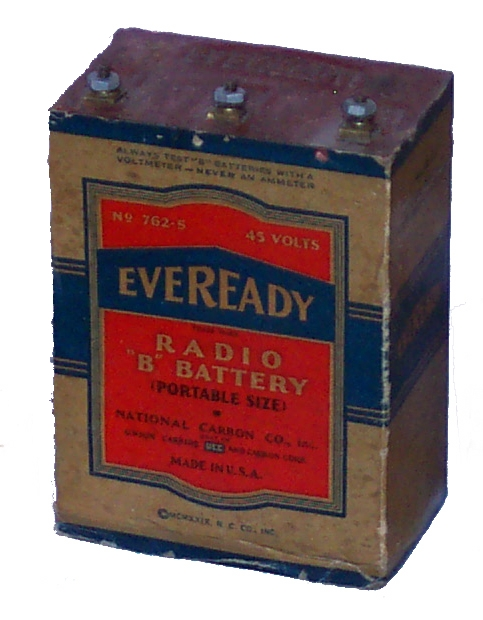
45-вольтовая батарея производства США

Ано́дная батаре́я — химический источник тока, применяемый для питания анодных цепей ламповой радиоаппаратуры с автономным питанием. Представляет собой батарею из последовательно включенных гальванических элементов (обычно марганцево-цинковых) с суммарной ЭДС от нескольких десятков до ста и более вольт. Обычно такая батарея имела три вывода: два от крайних полюсов и третий от части элементов. Это позволяло использовать часть батареи, а когда её ЭДС заметно снизится — подключить батарею целиком вместе с оставшимися свежими элементами, и таким образом продлить срок действия батареи. Кроме того, от отвода можно было питать экранирующие сетки тетродов и пентодов. Нередко анодная батарея конструктивно объединялась с источником питания накальных цепей (анодно-накальная батарея) или напряжения смещения (анодно-сеточная батарея). Несмотря на то, что батарейная ламповая аппаратура по всему миру практически вышла из употребления, анодные батареи выпускаются российской промышленностью до сих пор для использования в других целях.
Ниже приведены характеристики некоторых выпускавшихся в СССР анодных батарей.
| Наименование                      | ЭДС, В                | Начальная ёмкость, Ач | Назначение                                         |
| --------------------------------- | --------------------- | --------------------- | -------------------------------------------------- |
| 31-САМЦЧ-0,02 (ГБЧ-СА-30, «Слух») | 31                    | 0,02                  | Для слуховых аппаратов                             |
| 65-АНМЦ-1,3п («Тула»)             | 65 (анод) 2,5 (накал) | 1,3 29,5              | Для радиовещательных приёмников                    |
| 70-АМЦГ-5 (БС-Г-70, «Дружба»)     | 70                    | 5                     | То же                                              |
| 68-АМЦ-Х-0,6 (БАС-60-Х-0,6)       | 68                    | 0,6                   | Для радиовещательных приёмников и аппаратуры связи |
| 87-ПМЦГ-0,15 (ГБ-80)              | 87                    | 0,15                  | Для приёмников и дозиметрической аппаратуры        |
| 102-АМЦ-У-1,0 (БАС-80-У-1,0)      | 102                   | 1,0                   | Для радиовещательных приёмников и аппаратуры связи |
| 120-АМЦГ-0,27 (БАС-Г-120)         | 120                   | 0,27                  | Для радиовещательных приёмников и аппаратуры связи |

Кроме сухих анодных батарей (БАС), готовых к эксплуатации, до 1930-х — начала 1940-х гг. выпускались и «мокрые» (БАМ), которые работали с жидким электролитом. Перед использованием в их элементы нужно было залить воду. «Мокрые» батареи радиолюбители успешно изготавливали и сами.